# Manifesto (film uit 2015)
Manifesto is een Australisch-Duitse film uit 2015. De film werd geschreven, geproduceerd en geregisseerd door Julian Rosefeldt. De enige sprekende acteur is Cate Blanchett. Zij treedt op in 13 verschillende rollen, waarbij zij teksten uit diverse manifesten uitspreekt. De film is bedoeld om op meerdere schermen tegelijk te vertonen in een verduisterde zaal. De film kan echter ook op een gewoon bioscoopscherm worden getoond, waarbij de scenes achter elkaar volgen. De film kan worden gezien als een humoristische audiovisuele ervaring.
De film werd in december 2014 opgenomen in 12 dagen. De filmlocaties waren allemaal in en rond Berlijn. De première van de film was op 9 december 2015 in het Australian Centre for the Moving Image. De film werd ook getoond in installaties met meerdere schermen in het Berlijnse Museum für Gegenwart, en in de Park Avenue Armory in New York. In Nederland werd de film vertoond tijdens het Holland Festival van 2017.

## Plot
De film bestaat uit 13 onderdelen, die elk 10 minuten en 30 seconden duren.
In de film worden letterlijke citaten uit allerlei politieke- en kunstmanifesten getoond in combinatie met hedendaagse beelden en scenario's. De teksten uit de manifesten worden uitgesproken door 13 verschillende persoonlijkheden, zoals een lerares, een fabrieksarbeider, een huismoeder, een choreograaf, een punker, een nieuwslezer, een wetenschapper, een poppenspeler, een weduwe en een thuisloze man. Al deze rollen worden uitgebeeld door Cate Blanchett. Ze heeft daarbij verschillende vermommingen, maar spreekt ook met verschillende accenten. Een voorbeeld van een tekstgedeelte is het volgende citaat van popart-kunstenaar Claes Oldenburg, dat Blanchett uitspreekt als biddende moeder terwijl het eten op tafel staat in het keurige huis:
Ik ben voor een kunst die je aantrekt, zoals een broek; waarin gaten vallen, zoals in sokken; een kunst die gegeten wordt als een stuk taart, of verlaten met grote minachting, als een stuk stront.
In de meeste scenes treedt Blanchett alleen op. In een beperkt aantal scenes spelen enkele figuranten. De locaties zijn totaal verschillend, een verlaten industrieterrein, een schoolklas, een eettafel in een woonkamer, een vuilverbrandingsinstallatie en een dode kamer.
Het blijft volgens een recensent daarbij meestal onduidelijk waarom een specifieke situatie gecombineerd is met een specifieke tekst.
| Nr.                                                       | Karakter | Manifesten |
| --------------------------------------------------------- | --- | --- |
| 1. Proloog                                                | Brandende lont van een vuurpijl, persoon die de lont aansteekt. | Karl Marx / Friedrich Engels, Manifesto of the Communist Party (1848) Tristan Tzara, Dada Manifesto 1918 (1918) Philippe Soupault, Literature and the Rest (1920) |
| 2. Situationisme                                          | Thuisloze man | Lucio Fontana, White Manifesto (1946) John Reed Club of New York, Draft Manifesto (1932) Constant Nieuwenhuys, Manifesto (1948) Alexander Rodchenko, Manifesto of Suprematists and Non-Objective Painters (1919) Guy Debord, Situationist Manifesto (1960) |
| 3. Futurisme                                              | Makelaar | Filippo Tommaso Marinetti, The Foundation and Manifesto of Futurism (1909) Giacomo Balla / Umberto Boccioni / Carlo Carrà / Luigi Russolo / Gino Severini, Manifesto of the Futurist Painters (1910) Guillaume Apollinaire, The Futurist Antitradition (1913) Dziga Vertov, WE: Variant of a Manifesto (1922) |
| 4. Architectuur                                           | Arbeider in een vuilverbrandingsfabriek | Bruno Taut, Down with Seriousism! (1920) Bruno Taut, Daybreak (1921) Antonio Sant'Elia, Manifesto of Futurist Architecture (1914) Coop Himmelb(l)au, Architecture Must Blaze (1980) Robert Venturi, Non-Straightforward Architecture: A Gentle Manifesto (1966) |
| 5. Vorticisme / Der Blaue Reiter/ Abstract Expressionisme | CEO op een privéfeestje | Wassily Kandinsky / Franz Marc, "Preface to the Blue Rider Almanac" (1912) Barnett Newman, The Sublime is Now (1948) Wyndham Lewis, Manifesto (1914) |
| 6. Stridentisme / Creationisme                            | Rockster met tatoeages, mogelijk een persiflage op Amy Winehouse | Manuel Maples Arce, A Strident Prescription (1921) Vicente Huidobro, We Must Create (1922) Naum Gabo / Antoine Pevsner, The Realist Manifesto (1920) |
| 7. Suprematisme / Constructivisme                         | Wetenschapper | Naum Gabo / Antoine Pevsner, The Realistic Manifesto (1920) Kazimir Malevich, Suprematist Manifesto (1916) Olga Rozanova, Cubism, Futurism, Suprematism (1917) Alexander Rodchenko, Manifesto of Suprematists and Non-Objective Painters (1919) |
| 8. Dadaisme                                               | Spreekster op een begrafenis | Tristan Tzara, Dada Manifesto 1918 (1918) Tristan Tzara, Manifesto of Monsieur Aa the Antiphilosopher (1920) Francis Picabia, Dada Cannibalistic Manifesto (1920) Georges Ribemont-Dessaignes, The Pleasures of Dada (1920) Georges Ribemont-Dessaignes, To the Public (1920) Paul Éluard, Five Ways to Dada Shortage or two Words of Explanation (1920) Louis Aragon, Dada Manifesto (1920) Richard Huelsenbeck, First German Dada Manifesto (1918) |
| 9. Surrealisme / Spatialisme                              | Poppenspeelster | André Breton, Manifesto of Surrealism (1924) André Breton, Second Manifesto of Surrealism (1929) Lucio Fontana, White Manifesto (1946) |
| 10. Popart                                                | Traditionele moeder met haar familie aan tafel. Andere acteurs in deze scene zijn Andrew Upton, de echtgenoot van Cate Blanchett en hun kinderen Dash, Roman en Iggy | Claes Oldenburg, I am for an Art... (1961) |
| 11. Fluxus / Merz / Performance                           | Choreograaf | Yvonne Rainer, No Manifesto (1965) Emmett Williams, Philip Corner, John Cage, Dick Higgins, Allen Bukoff, Larry Miller, Eric Andersen, Tomas Schmit, Ben Vautier (1963–1978), George Maciunas, Fluxus Manifesto (1963) Mierle Laderman Ukeles, Maintenance Art Manifesto (1969) Kurt Schwitters, The Merz Stage (1919) |
| 12. Conceptuele kunst / Minimalisme                       | Nieuwslezer en journalist op locatie, beiden gespeeld door Cate Blanchett                                                                                            | Sol LeWitt, Paragraphs on Conceptual Art (1967) Sol LeWitt, Sentences on Conceptual Art (1969) Sturtevant, Shifting Mental Structures (1999) Sturtevant, Man is Double Man is Copy Man is Clone (2004) Adrian Piper, Idea, Form, Context (1969) |
| 13. Film / Epiloog                                        | Lerares. Figuranten in deze scene zijn de leerlingen. | Stan Brakhage, Metaphors on Vision (1963) Jim Jarmusch, Golden Rules of Filmmaking (2002) Lars von Trier / Thomas Vinterberg, Dogma 95 (1995) Werner Herzog, Minnesota Declaration (1999) Lebbeus Woods, Manifesto (1993) |

## Productie

### Ontwikkeling van de film
Rosefeldt deed voor de ontwikkeling van de film onderzoek naar allerlei manifesten, te beginnen met die van Karl Marx en Friedrich Engels uit 1848 The Communist Manifesto, het manifest van Filippo Tommaso Marinetti's uit 1909 The Founding and Manifesto of Futurism. Het meest recente manifest dat Rosefeldt gebruikte was dat  van regisseur Jim Jarmusch met de titel "Golden Rules of Filmmaking" (2004). Rosefeldt selecteerde ongeveer 60 manifesten die hij het meest fascinerend vond en ook het meest requitable??? Hij combineerde fragmenten uit deze manifesten tot uiteindelijk 12 tekstcollages.

Rosefeldt koos als belangrijkste concept voor de film een vrouw om de manifesten uit te beelden. Hij beschrijft zijn werk als volgt: 
In parallel, I began to sketch different scenes in which a woman talks, ending up with sixty short scenes, situations right across various educational levels and professional milieus. The only thing these draft scenes had in common was that they are being performed today, and that a woman is holding a monologue ... Sometimes we listen to the woman's inner voice; in other instances she addresses an audience; once she even interviews herself, etc. I finally edited everything down to twelve scenes and twelve corresponding text collages.
 Rosefeldt en Blanchett hadden elkaar eerder ontmoet in Berlijn, via Thomas Ostermeier, die bij toneelvoorstellingen had samengewerkt met Rosefeldt. Rosefeldt besprak toen met Blanchett haar rol als Bob Dylan in Todd Haynes' I'm Not There. Met deze rol beïnvloedde zij Rosefeldt bij de ontwikkeling van zijn eerste ideeën over  Manifesto. Daarna overlegden zij nog meerdere malen om de film samen te ontwikkelen.

De manier waarop hij het script schreef beschrijft Rosefeldt als volgt:
"I started to play with the texts and to edit, combine and rearrange them into new texts that could be spoken and performed...They are complementing each other in a playful way."
Rosefelt was aangetrokken tot het idee om verschillende stemmen en gesprekken te herrangschikken in nieuwe monologen, waardoor deze teksten op zichzelf gaan staan. Het filmproject stelt volgens Rosefelt vragen bij de rol van de kunstenaar in de huidige maatschappij. Hij borduurt daarmee verder op de geschriften van het Futurisme, Dadaisme, Fluxus, Situtationisme en Dogma 95. Daarbij neemt hij ook overwegingen mee van individuele kunstenaars, architecten, dansers en filmregisseurs. Rosefeldt noemt de film een "eerbetoon aan de schoonheid van manifesten", zijn film is een manifest van de manifesten.

### Opnames
De opnames van de film begonnen in december 2014 en duurden 12 dagen. De filmlocaties waren allen in Berlijn, waaronder het Friedrichstadt-Palast, Helmholtz-Zentrum, Teufelsberg, Humboldt Universiteit en de Technische Universiteit. In de omgeving van Berlijn werd gefilmd op verschillende locaties in de deelstaat Brandenburg, zoals in Rüdersdorf, in de Brandenburgse technische universiteit, en op de begraafplaats van Stahnsdorf. In totaal werd 130 minuten film gemaakt.

### Ontvangst
De film werd in Nederland zeer goed ontvangen. Na het zien van de film blijven vragen over wat de bedoelingen van Rosefeldt waren bij deze film. Zo vraagt een recensent zich af of hij wil zeggen dat de manifesten geen waarde hebben, of dat ze niets te maken hebben met het alledaagse leven.

## Financiering
Manifesto werd gefinancierd door het Australian Centre for the Moving Image, in samenwerking met de Art Gallery of New South Wales, het Museum für Gegenwart, het Sprengel Museum, en de Ruhrtriennale.